# TT105
TT105 (Theban Tomb 105) è la sigla che identifica una delle Tombe dei Nobili ubicate nell’area della cosiddetta Necropoli Tebana, sulla sponda occidentale del Nilo dinanzi alla città di Luxor, in Egitto. Destinata a sepolture di nobili e funzionari connessi alle case regnanti, specie del Nuovo Regno, l'area venne sfruttata, come necropoli, fin dall'Antico Regno e, successivamente, sino al periodo Saitico (con la XXVI dinastia) e Tolemaico.

## Titolare
TT105 era la tomba di:
| Titolare  | Titolo                                         | Necropoli           | Dinastia/Periodo | Note                                                             |
| --------- | ---------------------------------------------- | ------------------- | ---------------- | ---------------------------------------------------------------- |
| Khaemopet | Profeta del nobile scettro del montone di Amon | Sheikh Abd el-Qurna | XIX dinastia     | lato sud della grande corte in cui si apre l'ingresso alla TT106 |

## Biografia
Unica notizia biografica ricavabile dalla TT105 è il nome della moglie del titolare: Amenemopet.

## La tomba
La tomba, con planimetria a "T" rovesciata, si sviluppa secondo lo schema tipico delle sepolture del periodo; ad un corridoio segue una camera trasversale che presenta scene parietali (alcune molto danneggiate) tra cui (1 in planimetria) il defunto (?) in offertorio con la moglie a sinistra e il defunto in adorazione del dio Ra a destra; (2) il defunto, la moglie e la figlia (?) in offertorio a Ra-Horakhti, Hathor e Maat. Un corridoio, sulle cui pareti (3) (non ultimate) il defunto e la moglie, dà accesso ad una sala perpendicolare alla precedente in cui, alla sommità di una gradinata, si trovano (4) le statue del defunto e della consorte.

### Annotazioni
1. ↑  La numerazione dei locali e delle pareti segue quella di Porter e Moss 1927, pp. 218-219.
2. ↑  La prima numerazione delle tombe, dalla numero 1 alla 253, risale al 1913 con l’edizione del "Topographical Catalogue of the Private Tombs of Thebes" di Alan Gardiner e Arthur Weigall. Le tombe erano numerate in ordine di scoperta e non geografico; ugualmente in ordine cronologico di scoperta sono le tombe dalla 253 in poi.
3. ↑  I campi della Duat, ovvero l'aldilà egizio, si trovavano, secondo le credenze, proprio sulla riva occidentale del grande fiume.
4. ↑  Nella sua epoca di utilizzo, l'area era nota come "Quella di fronte al suo Signore" (con riferimento alla riva orientale, dove si trovavano le strutture dei Palazzi di residenza dei re e i templi dei principali dei) o, più semplicemente, "Occidente di Tebe".
5. ↑  le Tombe dei Nobili, benché raggruppate in un'unica area, sono di fatto distribuite su più necropoli distinte.
6. ↑  Le note, sovente di inquadramento topografico della tomba, sono tratte dal "Topographical Catalogue" di Gardiner e Weigall, ed. 1913 e fanno perciò riferimento alla situazione dell'epoca.

### Fonti
1. ↑  Gardiner e Weigall 1913.
2. ↑  Donadoni 1999,  p. 115.
3. ↑  Gardiner e Weigall 1913, p. 26.
4. ↑  Gardiner e Weigall 1913, pp. 26-27.
5. ↑  Porter e Moss 1927,  p. 218.
6. ↑  Porter e Moss 1927,  pp. 218-219.